# Jacek Kugler

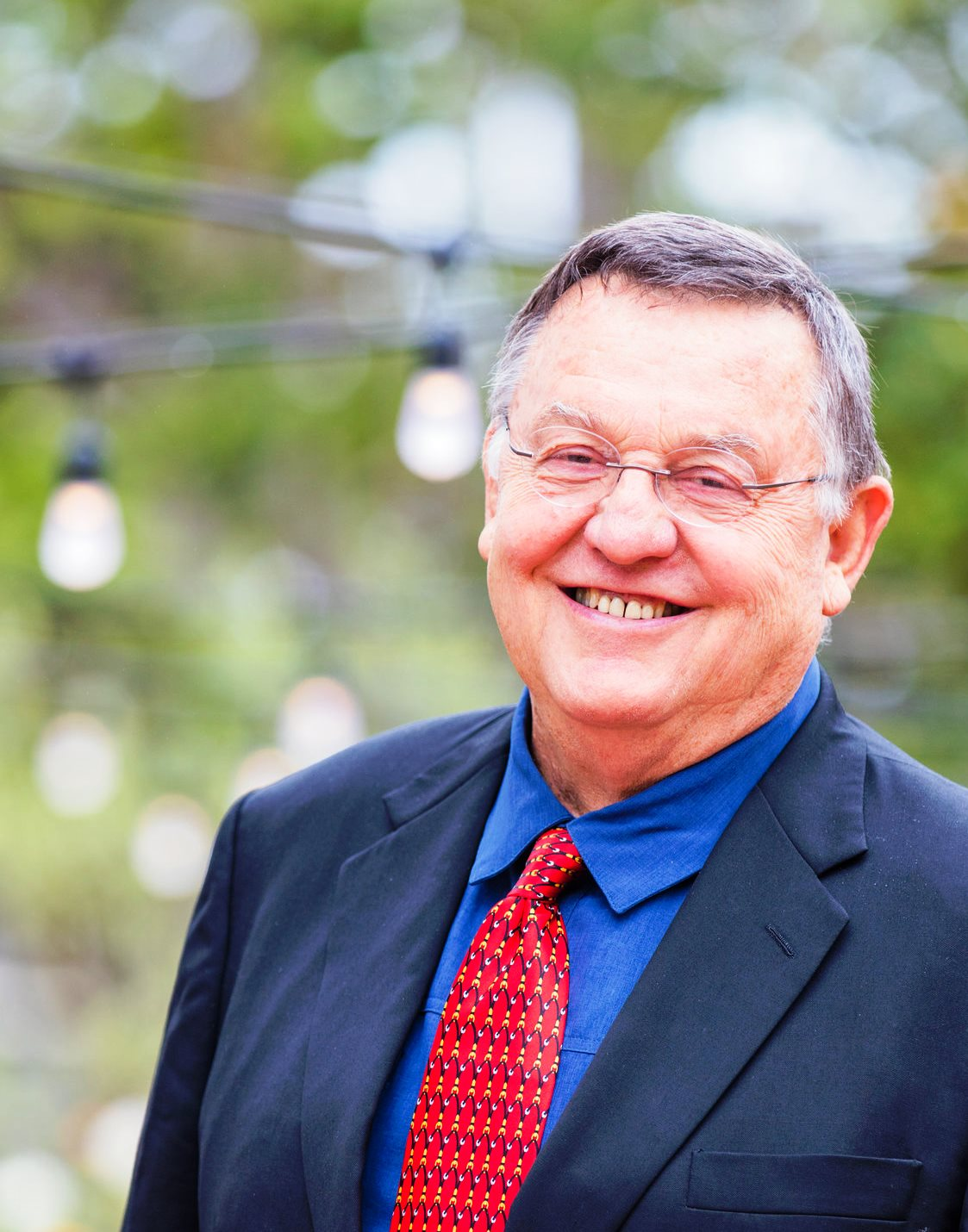
Jacek Kugler (2016)

Jacek Kugler (* 19. März 1942 in Mstyczow) ist ein aus Polen stammender US-amerikanischer Politikwissenschaftler, der als Professor an der kalifornischen Claremont Graduate University forscht und lehrt. Sein Fachgebiet sind die Internationalen Beziehungen. 1996 amtierte er als Präsident der Peace Science Society (International) und 2004/05 als Präsident der International Studies Association (ISA).
Kugler machte das Bachelor- und das Master-Examen in Politikwissenschaft an der University of California, Los Angeles und promovierte zum Ph.D. an der University of Michigan. Bevor er als Professor an die Claremont Graduate University kam, war er wissenschaftlicher Mitarbeiter an der Vanderbilt University der Boston University, der Harvard University und der University of Michigan. Außerdem war er als Berater für internationale Organisationen und auch das Außenministerium der Vereinigten Staaten, andere Regierungsstellen und auch Privatunternehmen tätig.
Gemeinsam mit A. F. K. Organski entwickelte Kugler die Power Transition Theory (PTT)

## Schriften (Auswahl)
- Hrsg. mit Ronald L. Tammen: The rise of regions. Conflict and cooperation. Rowman & Littlefield, Lanham 2020, ISBN 9781538131879.
- Hrsg. mit Ronald L. Tammen: The performance of nations. Rowman & Littlefield Publishers, Lanham 2012, ISBN 9781442217041.
- Hrsg. mit Marina Arbetman: Political capacity and economic behavior. Westview Press, Boulder 1997, ISBN 0813330734.
- Hrsg. mit Douglas Lemke: Parity and war. Evaluations and extensions of The war ledger. University of Michigan Press, Ann Arbor 1996, ISBN 0472096028.
- Hrsg. mit Frank C. Zagare: Exploring the stability of deterrence. Rienner Publishers, Boulder 1987, ISBN 1555870554.